# 정의선
정의선(鄭義宣, 1970년 10월 18일~)은 대한민국의 기업인이다. 현대자동차그룹 제3대 회장이다. 본관은 하동이며, 정주영 현대자동차그룹 창업주의 장손자이자, 정몽구 현대자동차그룹 명예회장의 장남이다.
1970년 10월 18일 정몽구 현대자동차그룹 명예회장과 부인 이정화의 아들로 태어났다. 휘문고등학교, 고려대학교 경영학 학사, 샌프란시스코 대학교 경영학 MBA 학위를 거쳤다.
1999년, 현대자동차 구매 실장으로 입사, 상무, 전무, 부사장, 사장 등의 직위를 역임하고, 2009년, 현대자동차그룹 부회장으로 취임하였다.
2020년 10월 14일 현대자동차그룹 회장으로 취임하였다.

## 학력
- 경복초등학교 졸업
- 압구정중학교 졸업
- 휘문고등학교 졸업
- 고려대학교 경영학 학사
- 샌프란시스코 대학교 경영학 석사

## 경력
- 1994년~1997년: 현대자동차 국내영업본부 영업담당 겸 기획총괄본부 기획담당 상무
- 1997년~1998년: 현대자동차 국내영업본부 부본부장 전무
- 1998년~2000년: 현대·기아차 기획총괄본부 부본부장 겸 기아차 기획실장 부사장
- 2001년~2004년: 기아자동차 해외담당 사장
- 2004년~2018년: 현대자동차 기획 및 영업담당 부회장
- 2005년~: 대한양궁협회 회장
- 2005년~: 아시아양궁연맹 회장
- 2009년~: 전북 현대 모터스 구단주
- 2009년~: KIA 타이거즈 구단주
- 2018년 9월~2020년 10월: 현대자동차그룹 총괄 수석부회장
- 2019년 1월~2020년 7월: 국제수소위원회 공동회장
- 2019년 3월~: 현대모비스 대표이사
- 2019년 3월~: 현대자동차 대표이사
- 2020년 3월~: 현대자동차 이사회 의장
- 2020년 10월~: 현대자동차그룹 회장[2][3]
- 2023년 5월~: 학교법인 고려중앙학원 이사

## 가족 관계
- 할아버지: 정주영(1915~2001) - 현대그룹 창업주·통일국민당 총재[4]
- 할머니: 변중석(1921~2007)
  - 아버지: 정몽구(1938~) - 현대자동차그룹 명예회장
  - 어머니: 이정화(1939~2009)
    - 첫째누나: 정성이(1962~) 이노션 고문
    - 둘째누나: 정명이(1964~) 현대캐피탈·카드·커머셜 브랜드부문장
    - 셋째누나: 정윤이(1968~) 해비치호텔앤드리조트 전무
    - 배우자: 정지선(1973~)[5]
      - 장녀: 정진희(1996~)[6]
      - 장남: 정창철(1998~)
      - 장녀: 정진아(2003~)

## 서훈 내역
- 2003년: 2003 대한민국 디자인대상 대통령 표창
- 2004년: 제6회 자동차의 날 은탑산업훈장
- 2006년: 세계경제포럼(WEF) 선정 차세대 지도자
- 2009년: 제6회 자동차의 날 은탑산업훈장
- 2012년: 한국경제를 움직이는 인물 글로벌경영부문
- 2021년: 오토카 어워즈 이시고니스 트로피
- 2023년: 영국왕실 대영제국 훈장

## 같이 보기
- 대한민국의 자동차 산업
- 대한양궁협회
- 현대자동차그룹